# Лузерна (Италия)
Лузе́рна (итал. Luserna, цимбр. Lusérn, нем. Lusern) — коммуна в Италии, располагается в провинции Тренто области Трентино-Альто-Адидже.
Население составляет 279 человек (2011 г.), плотность населения составляет 38 чел./км². Занимает площадь 8 км². Почтовый индекс — 38040. Телефонный код — 0464.
Покровителями коммуны почитаются святой Антоний Падуанский, святая Иустина и святой Рох.

## Демография
Динамика населения:
Бо́льшая часть населения говорит на цимбрском, исчезающем языке германской группы, близком баварским диалектам немецкого.